# Brierdene
Brierdene – miasto w Anglii, w hrabstwie ceremonialnym Tyne and Wear, w dystrykcie metropolitalnym North Tyneside. Leży 15 km na północny wschód od centrum Newcastle i 404 km na północ od Londynu.